# Parhydraena mpumalanga
Parhydraena mpumalanga är en skalbaggsart som beskrevs av Perkins 2009. Parhydraena mpumalanga ingår i släktet Parhydraena och familjen vattenbrynsbaggar. Inga underarter finns listade i Catalogue of Life.